# كأس أوروبا 1987–88
دوري أبطال أوروبا 1987-1988 هو الموسم الثالث والثلاثون من بطولة دوري أبطال أوروبا التي كانت تُعرف في ذلك الوقت باسم كاس أوروبا. فاز نادي بي إس في آيندهوفن الهولندي بهذه البطولة لأول مرة في تاريخه بعد أن تغلب على نادي بنفيكا البرتغالي. انتهى الوقت الأصلي والإضافي للمبارة بالتعادل السلبي بين الفريقين 0-0. حسمت الركلات الترجيحية المبارة، أحرز فريق بي إس في آيندهوفن 6 ركلات ترجيحية من أصل 6، فيما لم يحرز فريق بنفيكا سوى 5 ركلات ترجيحية من أصل 6. أقيمت المبارة النهائية بين الفريقين في مدينة شتوتغارت بتاريخ 25 مايو من عام 1988. كان هذا الموسم هو الموسم الثاني الذي تتم فيه استمرار عقوبة منع المشاركة على الأندية الإنجليزية بسبب كارثة ملعب هيسل في عام 1985 لذلك لم يُشارك بطل الدوري الإنجليزي نادي إيفرتون بهذه النسخة. يُعد هذا الموسم هو ثالث موسم أقل تسجيلاً في الأهداف بعد موسمي 1955-56 و1994-95. كما سجل هدافو الموسم أقل نتيجة في تاريخ البطولة برصيد 4 أهداف فقط. وهو الرقم الأقل للمركز الأول في الهدافين في جميع المواسم. كما يُعتبر هذا الموسم هو الأكثر في عدد الهدافين، إذ احتل 7 لاعبون المركز الأول في قائمة الهدافين.

## الدور الأول
| الفريق الأول            | إجم. | الفريق الثاني    | مباراة الذهاب | مباراة الإياب |
| ----------------------- | ---- | ---------------- | ------------- | ------------- |
| نوشاتل زاماكس           | 6–2  | كوسيسي           | 5–0           | 1–2           |
| بايرن ميونخ             | 5–0  | سسكا صوفيا       | 4–0           | 1–0           |
| ريال مدريد              | 3–1  | نابولي           | 2–0           | 1–1           |
| بورتو                   | 6–0  | فاردار           | 3–0           | 3–0           |
| ليلستروم                | 5–3  | لينفيلد          | 1–1           | 4–2           |
| بوردو                   | 4–0  | دينامو برلين     | 2–0           | 2–0           |
| رابيد فيينا             | 7–0  | هامرون سبارتانز  | 6–0           | 1–0           |
| آيندهوفن                | 3–2  | غلطة سراي        | 3–0           | 0–2           |
| ستيوا بوخارست           | 4–2  | بودابست          | 4–0           | 0–2           |
| نادي شامروك روفرز       | 0–1  | نادي أومونيا     | 0–1           | 0–0           |
| نادي دينامو كييف        | 1–2  | نادي رينجرز      | 1–0           | 0–2           |
| أولمبياكوس              | 2–3  | غورنيك زابجه     | 1–1           | 1–2           |
| آرهوس جمناستيك فورينينغ | 4–2  | جينيس إيسش       | 4–1           | 0–1           |
| بنفيكا                  | 4–0  | بارتيزاني تيرانا | 4–0           | (ل/ت)1        |
| فرام                    | 0–10 | سبارتا براغ      | 0–2           | 0–8           |
| مالمو                   | 1–2  | رويال أندرلخت    | 0–1           | 1–1           |

1 تم استبعاد نادي بارتيزاني تيرانا من المنافسة بسبب طرد 4 لاعبين في مباراة الذهاب.

### مباريات الذهاب
| نادي نوشاتل زاماكس                                              | 5–0   | نادي كوسيسي |
| --------------------------------------------------------------- | ----- | ----------- |
| ريني فان دير جيب 9'، 20'، 75' · هاينز هارمان 31' · بيت سوتر 50' | تقرير |             |

| بايرن ميونخ                                                 | 4–0   | سسكا صوفيا |
| ----------------------------------------------------------- | ----- | ---------- |
| يورغن فيغمان 30'، 62' · هانس دورفنر 35' · أندرياس بريمه 55' | تقرير |            |

| ريال مدريد                                     | 2–0   | نادي نابولي |
| ---------------------------------------------- | ----- | ----------- |
| ميتشيل 18' (ض.ج) · فرناندو دي نابولي 76' (ه.ذ) | تقرير |             |

لُعبت المباراة بمدرجات خالية من الجماهير بسبب قرار الاتحاد الأوروبي بإغلاق أبواب الملعب بسبب مشاكل حادثة مباراة ريال مدريد وبايرن ميونخ في الموسم الذي سبقه.
| نادي بورتو                            | 3–0   | نادي فاردار |
| ------------------------------------- | ----- | ----------- |
| رابح ماجر 12'، 84' · أنتونيو سوزا 52' | تقرير |             |

| نادي ليلستروم        | 1–1   | نادي لينفيلد      |
| -------------------- | ----- | ----------------- |
| بورن مارتن أولسن 44' | تقرير | ستيفان باكستر 75' |

| نادي بوردو                                | 2–0   | دينامو برلين |
| ----------------------------------------- | ----- | ------------ |
| دومينيك بيجوتات 47' · جان مارك فيريري 57' | تقرير |              |

| رابيد فيينا                                                                            | 6–0   | هامرون سبارتانز |
| -------------------------------------------------------------------------------------- | ----- | --------------- |
| زلاتكو كرانيكار 9' (ض.ج)، 43' · زوران ستوجادينوفيتش 29'، 81'، 88' · جيرالد ويلفورث 78' | تقرير |                 |

| نادي آيندهوفن                                      | 3–0   | غلطة سراي |
| -------------------------------------------------- | ----- | --------- |
| هانز غيلهاوس 52' · رونالد كومان 76' · أديك كوت 88' | تقرير |           |

| نادي ستيوا بوخارست                                           | 4–0   | نادي بودابست |
| ------------------------------------------------------------ | ----- | ------------ |
| غورغي هاجي 11'، 26' · لاسزلو بولوني 63' · ماريوس لاكاتوش 83' | تقرير |              |

| نادي شامروك روفرز | 0–1   | نادي أومونيا |
| ----------------- | ----- | ------------ |
|                   | تقرير | ثيوفانوس 10' |

| نادي دينامو كييف             | 1–0   | نادي رينجرز |
| ---------------------------- | ----- | ----------- |
| ألكسي ميخاليتشينكو 74' (ض.ج) | تقرير |             |

| نادي أولمبياكوس          | 1–1   | غورنيك زابجه       |
| ------------------------ | ----- | ------------------ |
| أليكساتندروس أليكسيو 19' | تقرير | يواخيم كليمينز 26' |

| آرهوس جمناستيك فورينينغ                                           | 4–1   | جينيس إيسش     |
| ----------------------------------------------------------------- | ----- | -------------- |
| بير بيك أندرسن 1' · لارس لوندكفست 8'، 19' · يان بارترام 43' (ض.ج) | تقرير | ثيو سكولتن 73' |

| نادي بنفيكا                                                     | 4–0   | بارتيزاني تيرانا |
| --------------------------------------------------------------- | ----- | ---------------- |
| آريان هاميتاج 37' (ه.ذ) · كارلوس موزير 81' · روي أغواس 86'، 90' | تقرير |                  |

| نادي فرام | 0–2   | سبارتا براغ                         |
| --------- | ----- | ----------------------------------- |
|           | تقرير | توماس سكوهارفي 80' · بيتر نوفاك 86' |

| نادي مالمو | 0–1   | نادي رويال أندرلخت |
| ---------- | ----- | ------------------ |
|            | تقرير | باتريك فيرفورت 37' |

### مباريات الإياب
| نادي كوسيسي                  | 2–1   | نادي نوشاتل زاماكس  |
| ---------------------------- | ----- | ------------------- |
| اسمو ليوس 7' · كيجو كوسا 28' | تقرير | ريني فان دير جيب 9' |

نوشاتل زاماكس فاز 6–2 في المجموع.
| سسكا صوفيا | 0–1   | بايرن ميونخ     |
| ---------- | ----- | --------------- |
|            | تقرير | لودويغ كوغل 70' |

بايرن ميونخ فاز 5–0 في المجموع.
| نادي نابولي        | 1–1   | ريال مدريد             |
| ------------------ | ----- | ---------------------- |
| جوفاني فرانشيني 9' | تقرير | إيميليو بوتراغينيو 44' |

ريال مدريد فاز 3–1 في المجموع.
| نادي فاردار | 0–3   | نادي بورتو                                            |
| ----------- | ----- | ----------------------------------------------------- |
|             | تقرير | أنتونيو سوزا 38' · جيمي ماغالهايس 64' · رابح ماجر 66' |

بورتو فاز 6–0 في المجموع.
| نادي لينفيلد           | 2–4   | نادي ليلستروم                                                     |
| ---------------------- | ----- | ----------------------------------------------------------------- |
| مارتن مكغاوغي 40'، 67' | تقرير | كيم أندري لارسن 24'، 78' · ميكائيل هاوبيرغ 42' · بارني سوغنيس 80' |

ليلستروم فاز 5–3 في المجموع.
| دينامو برلين | 0–2   | نادي بوردو                                |
| ------------ | ----- | ----------------------------------------- |
|              | تقرير | زلاتكو فويوفيتش 59' · جان مارك فيريري 88' |

بوردو فاز 4–0 في المجموع.
| هامرون سبارتانز | 0–1   | رابيد فيينا      |
| --------------- | ----- | ---------------- |
|                 | تقرير | هيربيرت ويبر 70' |

رابيد فيينا فاز 7–0 في المجموع.
| غلطة سراي                              | 2–0   | نادي آيندهوفن |
| -------------------------------------- | ----- | ------------- |
| تانجو جولاك 6' · إيفان نيلسن 42' (ه.ذ) | تقرير |               |

آيندهوفن فاز 3–2 في المجموع.
| نادي بودابست                        | 2–0   | نادي ستيوا بوخارست |
| ----------------------------------- | ----- | ------------------ |
| جابور هيريس 18' · جيورجي سيبيرت 41' | تقرير |                    |

ستيوا بوخارست فاز 4–2 في المجموع.
| نادي أومونيا | 0–0   | نادي شامروك روفرز |
| ------------ | ----- | ----------------- |
|              | تقرير |                   |

أمونيا فاز 1–0 في المجموع.
| نادي رينجرز                      | 2–0   | نادي دينامو كييف |
| -------------------------------- | ----- | ---------------- |
| مارك فالكو 25' · ألي مككويست 50' | تقرير |                  |

رينجرز فاز 2–1 في المجموع.
| غورنيك زابجه                        | 2–1   | نادي أولمبياكوس            |
| ----------------------------------- | ----- | -------------------------- |
| ريسارد كيرون 24' · أندرزي إيفان 42' | تقرير | جيورجوس كوستيكوس 65' (ض.ج) |

غورنيك زابجه فاز 3–2 في المجموع.
| جينيس إيسش  | 1–0   | آرهوس جمناستيك فورينينغ |
| ----------- | ----- | ----------------------- |
| داني ذيس 7' | تقرير |                         |

آرهوس جمناستيك فورينينغ فاز 4–2 في المجموع.
| بارتيزاني تيرانا | لم تُلعب المباراة | نادي بنفيكا |
| ---------------- | ---------------- | ----------- |
|                  | تقرير            |             |

بنفيكا فاز 4–0 في المجموع.
| سبارتا براغ                                                                                                  | 8–0   | نادي فرام |
| --- | ----- | --------- |
| ايفان هيسك 7'، 77' · بيتر نوفاك 14'، 56'، 65' · ستانيسلاف غريغا 17' · إيفان كابالا 59' · جوزيف تشوفانيتش 73' | تقرير |           |

سبارتا براغ فاز 10–0 في المجموع.
| نادي رويال أندرلخت | 1–1   | نادي مالمو      |
| ------------------ | ----- | --------------- |
| باتريك فيرفورت 30' | تقرير | ليف إيدغفست 62' |

أندرلخت فاز 2–1 في المجموع.

## الدور الثاني
| الفريق الأول            | إجم. | الفريق الثاني      | مباراة الذهاب | مباراة الإياب |
| ----------------------- | ---- | ------------------ | ------------- | ------------- |
| نادي نوشاتل زاماكس      | 2–3  | بايرن ميونخ        | 2–1           | 0–2           |
| ريال مدريد              | 4–2  | نادي بورتو         | 2–1           | 2–1           |
| نادي ليلستروم           | 0–1  | نادي بوردو         | 0–0           | 0–1           |
| رابيد فيينا             | 1–4  | نادي آيندهوفن      | 1–2           | 0–2           |
| نادي ستيوا بوخارست      | 5–1  | نادي أومونيا       | 3–1           | 2–0           |
| نادي رينجرز             | 4–2  | غورنيك زابجه       | 3–1           | 1–1           |
| آرهوس جمناستيك فورينينغ | 0–1  | نادي بنفيكا        | 0–0           | 0–1           |
| سبارتا براغ             | 1–3  | نادي رويال أندرلخت | 1–2           | 0–1           |

### مباريات الذهاب
| نادي نوشاتل زاماكس             | 2–1   | بايرن ميونخ      |
| ------------------------------ | ----- | ---------------- |
| روبيرت لوثي 28' · بيت سوتر 50' | تقرير | لوتار ماتيوس 47' |

| ريال مدريد                          | 2–1   | نادي بورتو    |
| ----------------------------------- | ----- | ------------- |
| هوغو سانشيز 81' · مانويل سانشيز 90' | تقرير | رابح ماجر 59' |

| نادي ليلستروم | 0–0   | نادي بوردو |
| ------------- | ----- | ---------- |
|               | تقرير |            |

| رابيد فيينا               | 1–2   | نادي آيندهوفن                        |
| ------------------------- | ----- | ------------------------------------ |
| زلاتكو كرانيكار 47' (ض.ج) | تقرير | بيري فان أريل 71' · هانز غيلهاوس 77' |

| نادي ستيوا بوخارست                           | 3–1   | نادي أومونيا  |
| -------------------------------------------- | ----- | ------------- |
| غورغي هاجي 14' (ض.ج)، 68' · ستيفان لوفان 43' | تقرير | إكسوروباس 38' |

| نادي رينجرز                                       | 3–1   | غورنيك زابجه   |
| ------------------------------------------------- | ----- | -------------- |
| ألي مككويست 6' · آيان دورانت 22' · مارك فالكو 45' | تقرير | يان أوربان 56' |

| آرهوس جمناستيك فورينينغ | 0–0   | نادي بنفيكا |
| ----------------------- | ----- | ----------- |
|                         | تقرير |             |

| سبارتا براغ    | 1–2   | نادي رويال أندرلخت                  |
| -------------- | ----- | ----------------------------------- |
| ايفان هيسك 10' | تقرير | باتريك فيرفورت 27' · بير فريمان 50' |

### مباريات الإياب
| بايرن ميونخ                         | 2–0   | نادي نوشاتل زاماكس |
| ----------------------------------- | ----- | ------------------ |
| هانس بفلوغلر 87' · يورغن فيغمان 90' | تقرير |                    |

بايرن ميونخ فاز 3–2 في المجموع.
| نادي بورتو       | 1–2   | ريال مدريد      |
| ---------------- | ----- | --------------- |
| أنتونيو سوزا 23' | تقرير | ميتشيل 54'، 70' |

ريال مدريد فاز 4–2 في المجموع.
| نادي بوردو          | 1–0   | نادي ليلستروم |
| ------------------- | ----- | ------------- |
| جان مارك فيريري 40' | تقرير |               |

بوردو فاز 1–0 في المجموع.
| نادي آيندهوفن                     | 2–0   | رابيد فيينا |
| --------------------------------- | ----- | ----------- |
| سورين لربي 15' · هانز غيلهاوس 84' | تقرير |             |

آيندهوفن فاز 4–1 في المجموع.
| نادي أومونيا | 0–2   | نادي ستيوا بوخارست                               |
| ------------ | ----- | ------------------------------------------------ |
|              | تقرير | إيفاغوراس كريستوفي 7' (ه.ذ) · ماريوس لاكاتوش 34' |

ستيوا بوخارست فاز 5–1 في المجموع.
| غورنيك زابجه        | 1–1   | نادي رينجرز           |
| ------------------- | ----- | --------------------- |
| أندرزي أورزيزسك 63' | تقرير | ألي مككويست 41' (ض.ج) |

رينجرز فاز 4–2 في المجموع.
| نادي بنفيكا       | 1–0   | آرهوس جمناستيك فورينينغ |
| ----------------- | ----- | ----------------------- |
| أديلينو نونيس 38' | تقرير |                         |

بنفيكا فاز 1–0 في المجموع.
| نادي رويال أندرلخت | 1–0   | سبارتا براغ |
| ------------------ | ----- | ----------- |
| لوك نيليس 14'      | تقرير |             |

أندرلخت فاز 3–1 في المجموع.

## ربع النهائي
| الفريق الأول  | إجم.       | الفريق الثاني | مباراة الذهاب | مباراة الإياب |
| ------------- | ---------- | ------------- | ------------- | ------------- |
| بايرن ميونخ   | 3–4        | ريال مدريد    | 3–2           | 0–2           |
| بوردو         | 1–1(ق.خ.د) | آيندهوفن      | 1–1           | 0–0           |
| ستيوا بوخارست | 3–2        | رينجرز        | 2–0           | 1–2           |
| بنفيكا        | 2–1        | أندرلخت       | 2–0           | 0–1           |

### مباريات الذهاب
| بايرن ميونخ                                               | 3–2   | ريال مدريد                               |
| --------------------------------------------------------- | ----- | ---------------------------------------- |
| هانس بفلوغلر 40' · نوبيرت إيدير 43' · رولاند فوهلفارث 48' | تقرير | إيميليو بوتراغينيو 84' · هوغو سانشيز 89' |

| نادي بوردو      | 1–1   | نادي آيندهوفن |
| --------------- | ----- | ------------- |
| جوزيه توريه 21' | تقرير | ويم كيفت 40'  |

| نادي ستيوا بوخارست                    | 2–0   | نادي رينجرز |
| ------------------------------------- | ----- | ----------- |
| فيكتور بيتسوركا 2' · ستيفان لوفان 66' | تقرير |             |

| نادي بنفيكا                             | 2–0   | نادي رويال أندرلخت |
| --------------------------------------- | ----- | ------------------ |
| ماتس ماغنوسون 15' · تشيكينهو كارلوس 19' | تقرير |                    |

### مباريات الإياب
| ريال مدريد                       | 2–0   | بايرن ميونخ |
| -------------------------------- | ----- | ----------- |
| ميلان يانكوفيتش 26' · ميتشيل 41' | تقرير |             |

ريال مدريد فاز 4–3 في المجموع.
| نادي آيندهوفن | 0–0   | نادي بوردو |
| ------------- | ----- | ---------- |
|               | تقرير |            |

تعادل الفريقان 1-1 في المجموع. آيندهوفن فاز عن طريق قانون أهداف خارج الديار.
| نادي رينجرز                             | 2–1   | نادي ستيوا بوخارست |
| --------------------------------------- | ----- | ------------------ |
| ريتشارد غوف 16' · ألي مككويست 30' (ض.ج) | تقرير | ماريوس لاكاتوش 3'  |

ستيوا بوخارست فاز 3–2 في المجموع.
| نادي رويال أندرلخت | 1–0   | نادي بنفيكا |
| ------------------ | ----- | ----------- |
| أرنور غوديونسن 63' | تقرير |             |

بنفيكا فاز 2–1 في المجموع.

## نصف النهائي
| الفريق الأول  | إجم.        | الفريق الثاني | مباراة الذهاب | مباراة الإياب |
| ------------- | ----------- | ------------- | ------------- | ------------- |
| ريال مدريد    | 1–1 (ق.خ.د) | آيندهوفن      | 1–1           | 0–0           |
| ستيوا بوخارست | 0–2         | بنفيكا        | 0–0           | 0–2           |

### مباريات الذهاب
| ريال مدريد     | 1–1   | نادي آيندهوفن      |
| -------------- | ----- | ------------------ |
| هوغو سانشيز 6' | تقرير | إدوارد لينكينس 19' |

| نادي ستيوا بوخارست | 0–0   | نادي بنفيكا |
| ------------------ | ----- | ----------- |
|                    | تقرير |             |

### مباريات الإياب
| نادي آيندهوفن | 0–0   | ريال مدريد |
| ------------- | ----- | ---------- |
|               | تقرير |            |

تعادل الفريقان 1-1 في المجموع. آيندهوفن فاز عن طريق قانون أهداف خارج الديار.
| نادي بنفيكا        | 2–0   | نادي ستيوا بوخارست |
| ------------------ | ----- | ------------------ |
| روي أغواس 22'، 32' | تقرير |                    |

بنفيكا فاز 2–0 في المجموع.

## النهائي
| نادي آيندهوفن | ضد                | نادي بنفيكا |
| ------------- | ----------------- | ----------- |
|               | تقرير MatchCentre |             |

## قائمة الهدافين
| المركز | الإسم               | الفريق             | الأهداف | دقائق اللعب |
| ------ | ------------------- | ------------------ | ------- | ----------- |
| 1      | بيتر نوفاك          | سبارتا براغ        | 4       | 185         |
| 1      | ريني فان دير جيب    | نادي نوشاتل زاماكس | 4       | 270         |
| 1      | رابح ماجر           | نادي بورتو         | 4       | 349         |
| 1      | ألي مككويست         | نادي رينجرز        | 4       | 435         |
| 1      | روي أغواس           | نادي بنفيكا        | 4       | 597         |
| 1      | غورغي هاجي          | نادي ستيوا بوخارست | 4       | 675         |
| 1      | ميتشيل              | ريال مدريد         | 4       | 720         |
| 8      | يورغن فيغمان        | بايرن ميونخ        | 3       | 179         |
| 8      | جان مارك فيريري     | نادي بوردو         | 3       | 345         |
| 8      | ايفان هيسك          | سبارتا براغ        | 3       | 360         |
| 8      | زلاتكو كرانيكار     | رابيد فيينا        | 3       | 360         |
| 8      | أنتونيو سوزا        | نادي بورتو         | 3       | 360         |
| 8      | زوران ستوجادينوفيتش | رابيد فيينا        | 3       | 360         |
| 8      | هوغو سانشيز         | ريال مدريد         | 3       | 450         |
| 8      | باتريك فيرفورت      | نادي رويال أندرلخت | 3       | 495         |
| 8      | ماريوس لاكاتوش      | نادي ستيوا بوخارست | 3       | 578         |
| 8      | هانز غيلهاوس        | نادي آيندهوفن      | 3       | 647         |